# KkStB 406
KkStb 406 – seria austriackich parowozów pospiesznych kolei kkStB (wcześniejsza seria 26 kolei StEG), o układzie osi 2'B. Parowóz wykorzystywał parę nasyconą i silnik bliźniaczy. Zbudowano 16 lokomotyw tej serii. 

## Historia
Lokomotywy tej serii były budowane w latach 1900-1902 dla prywatnej kolei austriackiej StEG (Staats-Eisenbahn-Gesellschaft) przez fabrykę lokomotyw StEG. Zbudowano 16 sztuk, które na kolei otrzymały numery w serii 26, od 2601 do 2616. 
Konstrukcja lokomotywy była podobna do wcześniejszych austriackich lokomotyw pospiesznych o układzie osi 2'B serii 6 i 106 kkStB, a bezpośrednio wywodziła się z trzycylindrowej lokomotywy StEG 2501, która nie była udana i pozostała w jednym egzemplarzu. W serii 26 powrócono do układu dwucylindrowego, rezygnując z trzeciego cylindra pod kotłem, co dało możliwość powiększenia kotła. W przeciwieństwie do lokomotyw kkStB, zastosowano mniej ekonomiczny silnik bliźniaczy, a nie sprzężony. Przedni wózek toczny był analogiczny do lokomotyw serii 6 i 106. 
Lokomotywy te służyły do obsługi pociągów pospiesznych Wiedeń - Budapeszt. Po znacjonalizowaniu w 1909 roku kolei StEG, zostały przejęte przez Cesarsko-Królewskie Koleje Państwowe (kkStB) i oznaczone jako seria 406, z numerami 406.01 do 406.16. W lipcu 1918 pięć lokomotyw stacjonowało w Wiedniu, a 11 w Pradze.

## Służba po I wojnie światowej
Po I wojnie światowej wszystkie lokomotywy serii 406 zostały przyznane Czechosłowacji, z czego 14 weszło do eksploatacji na kolejach ČSD, otrzymując oznaczenie jako seria 264.2 (numery 264.201 do 264.214).
W latach 1922-27 wycofano ze służby trzy lokomotywy, a pozostałe służyły głównie na wschodzie Czechosłowacji, w rejonie Koszyc. Do 1938 roku wycofano wszystkie, oprócz dwóch. 
W 1938 roku po aneksji części terytorium Czechosłowacji przez Węgry, przejęli oni ostatnie dwie lokomotywy serii (nr 202 i 206), które otrzymały numery kolei MAV 227,001 i 227,002. Lokomotywa nr 002 służyła do 1953 roku, natomiast według J. Pospichala druga z nich po 1945 roku znalazła się na terytorium Polski. Jej los jest nieznany, lecz nie otrzymała oznaczenia PKP. 

## Opis
Parowóz pospieszny z dwucylindrowym silnikiem bliźniaczym, na parę nasyconą, o układzie osi 2'B. Kocioł był dość wysoko podniesiony, o dużej powierzchni ogrzewalnej 186 m² (od strony wody, w tym powierzchnia rur ogniowych 173,2 m² i paleniska 12,8 m²) i dużym ruszcie (3,1 m²). Kocioł miał 231 płomieniówek i nie posiadał przegrzewacza. Ciśnienie pary w kotle wynosiło 12, a w niektórych egzemplarzach 13 atmosfer. Parowóz posiadał charakterystyczną dla niektórych austriackich parowozów architekturę (w szczególności pospiesznych serii 6 i 106) dzięki dwóm kołpakom na górze kotła, połączonym poziomą rurą, pełniącą rolę osuszacza pary. W parowozach serii 6 tylny kołpak mieścił zbieralnik pary, a przedni przepustnicę. Na pierwszym kołpaku były po bokach zawory bezpieczeństwa. 
Ostoja parowozu była wewnętrzna. Koła napędne miały średnicę 2,1 m, napędzana była pierwsza oś wiązana. Rozstaw sztywny osi wiązanych wynosił 2800 mm (jak w parowozach serii 6 i 106). Przedni dwukołowy wózek toczny, osadzony na obrotowym sworzniu, miał rozstaw osi 2700 mm i również był przejęty z serii 6 i 106. Był on natomiast przesunięty o 50 mm do przodu w stosunku do serii 6 i 106, co zwiększało o taką wartość całkowity o rozstaw osi.

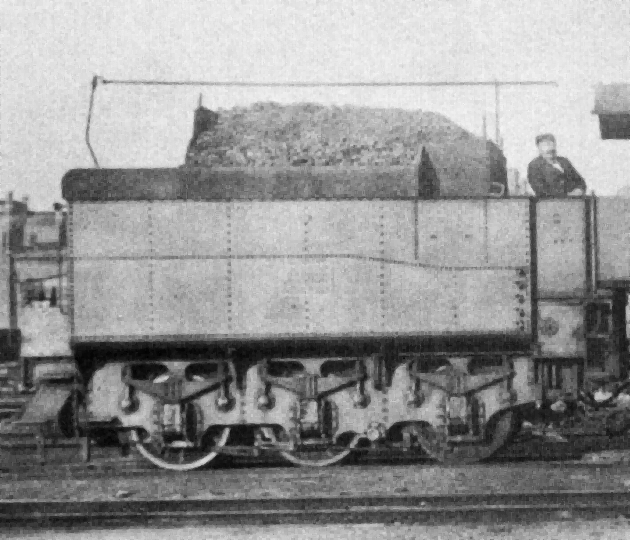
Tender serii 26 StEG

Parowóz miał dwucylindrowy silnik bliźniaczy z mechanizmem rozrządu Heusingera. Średnica cylindrów wynosiła 490 mm, skok tłoka 650 mm. Parowozy miały automatyczny hamulec podciśnieniowy pociągu, a lokomotywy nr 2602-2605 miały hamulec samoczynny pociągu Westinghouse'a ze sprężarką. 
Z parowozem stosowano tendry trzyosiowe serii 26 StEG (późniejszej serii 72 kkStB).